# Isla de Ferreira
Isla de Ferreira är en ö i Argentina.   Den ligger i provinsen Buenos Aires, i den östra delen av landet, 260 km sydost om huvudstaden Buenos Aires.
Trakten runt Isla de Ferreira består i huvudsak av gräsmarker. Trakten runt Isla de Ferreira är nära nog obefolkad, med mindre än två invånare per kvadratkilometer.